# Ryszard Kleczewski

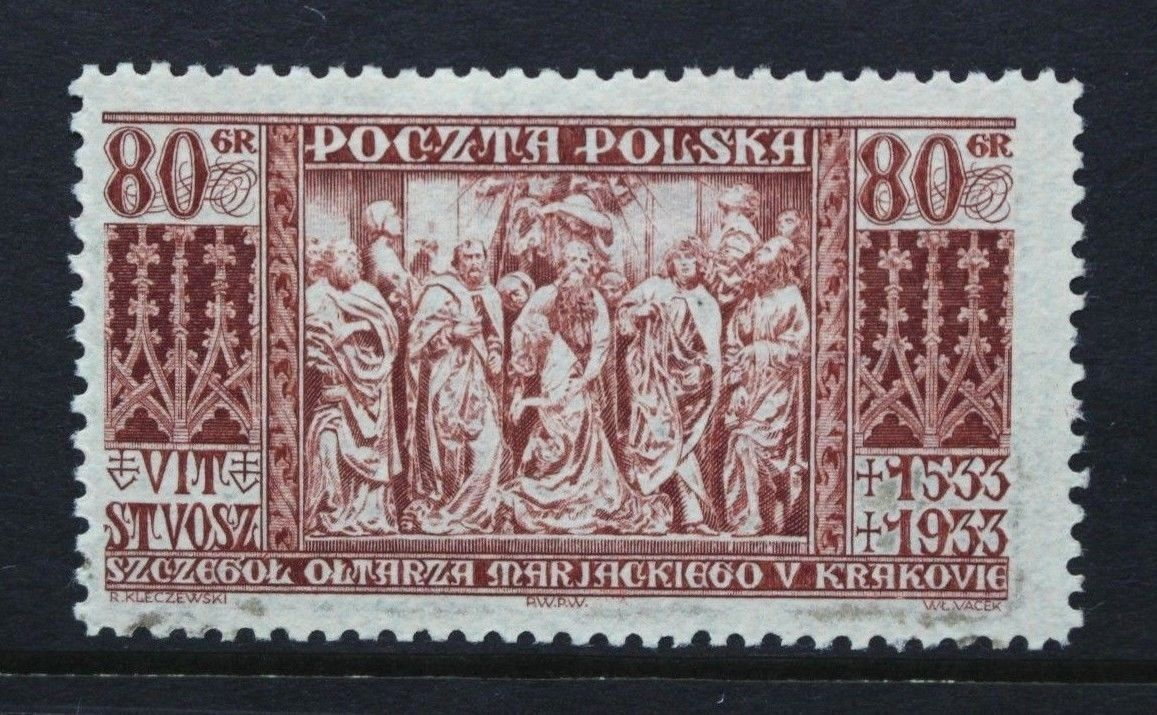
400. rocznica śmierci Wita Stwosza, znaczek pocztowy, 1933

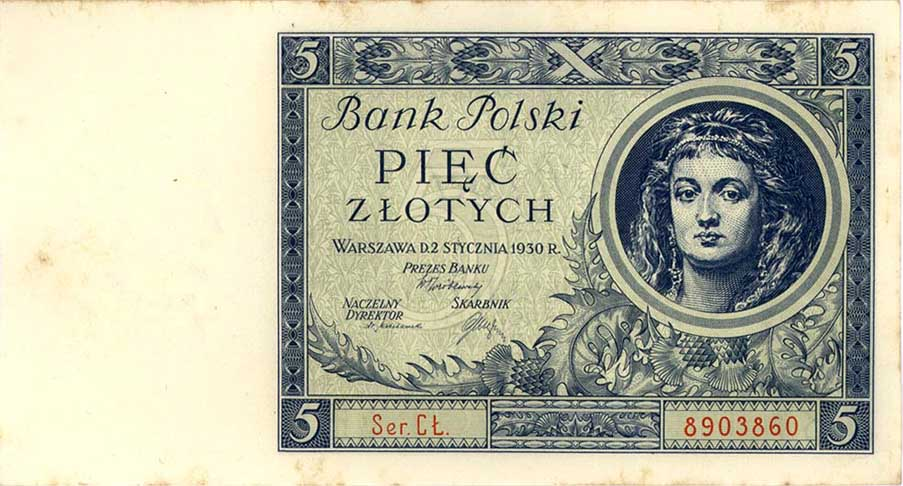
Awers 5. złotych, 1930

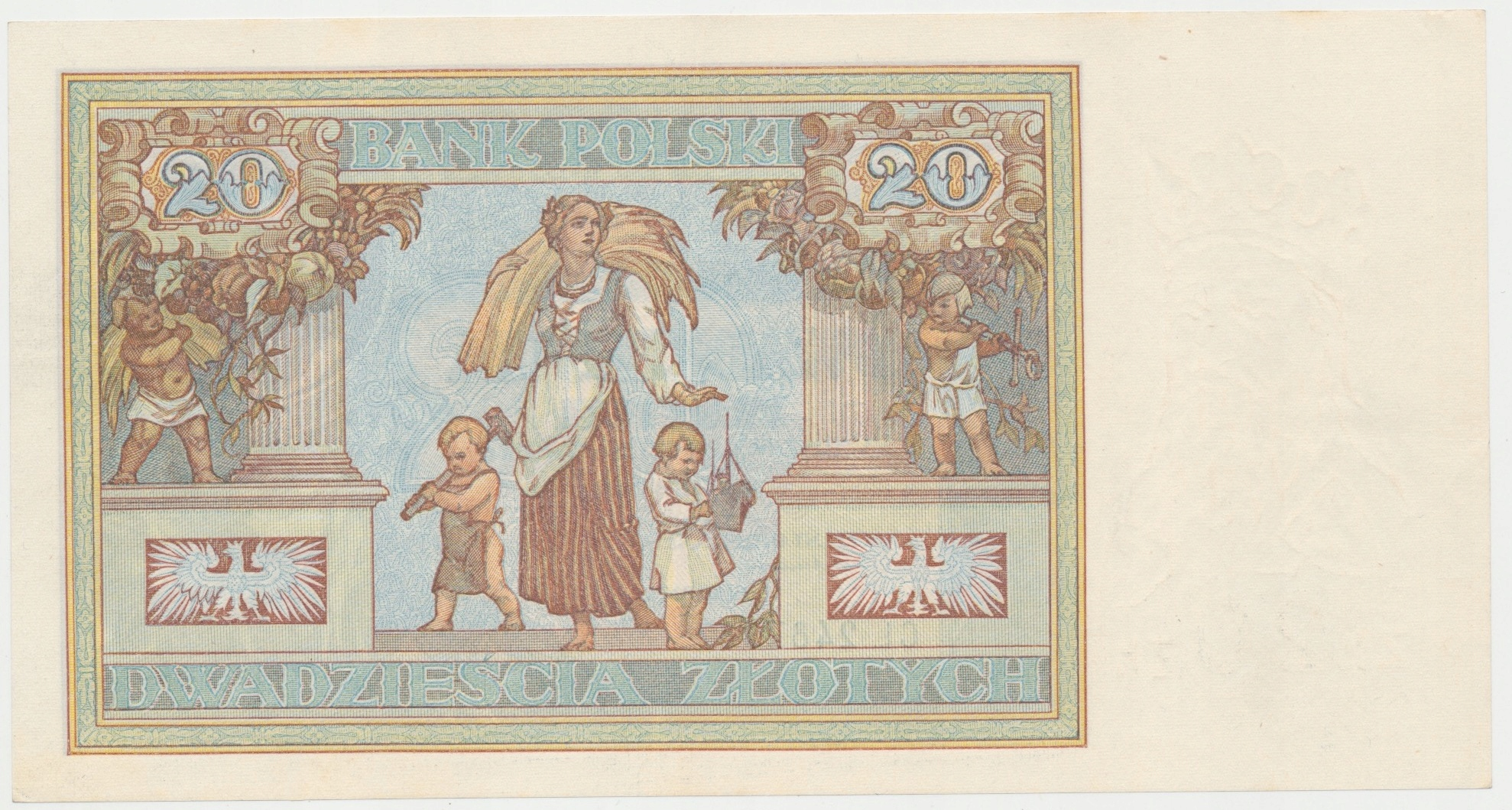
Rewers 20. złotych, 1931

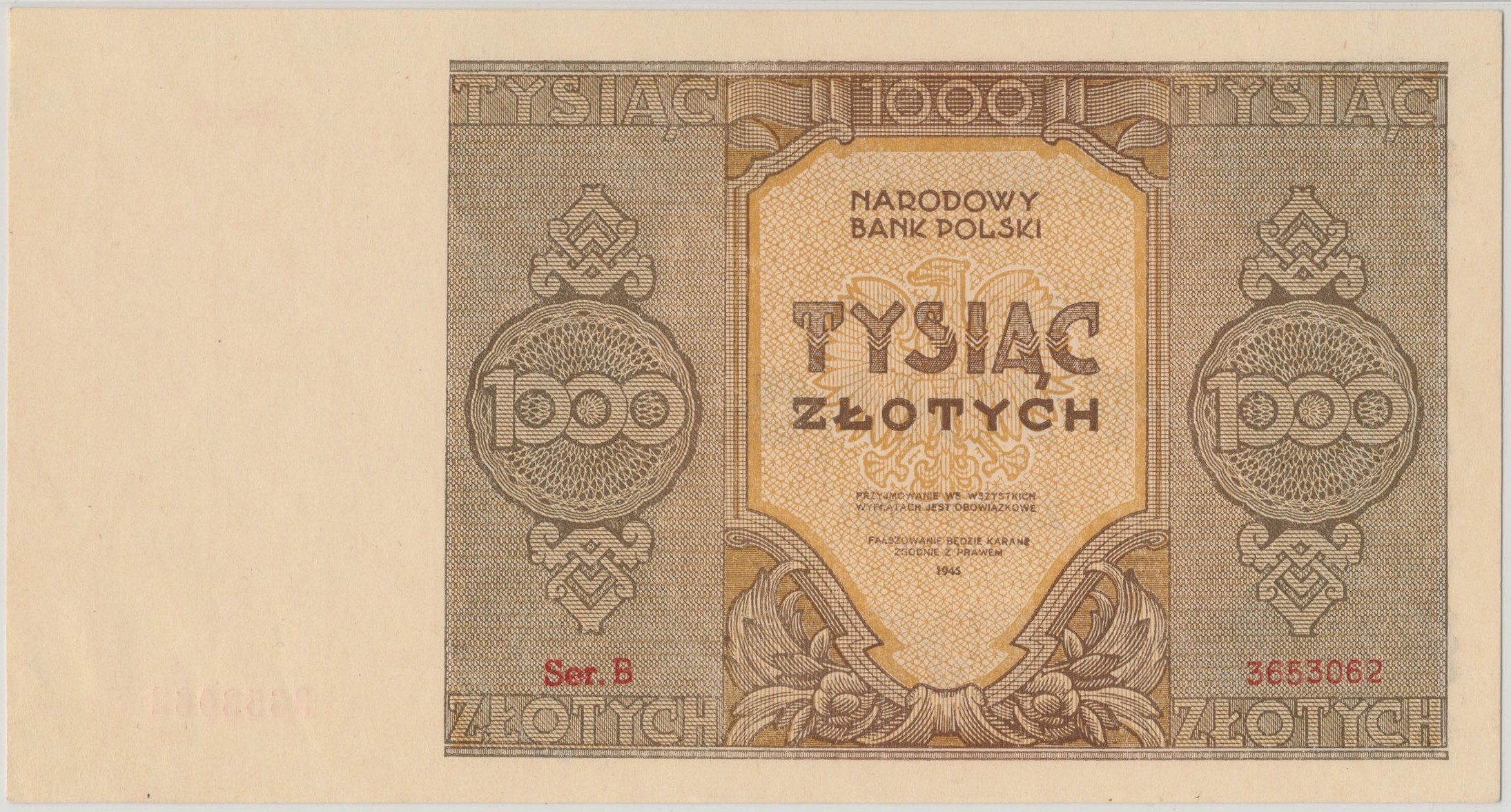
Rewers 1000. złotych, 1945

Ryszard Kleczewski (ur. 16 marca 1888 w Warszawie, zm. 1966 tamże) – grafik, rytownik, projektant znaczków, banknotów i papierów wartościowych.

## Życiorys
W trakcie pobierania nauki w szkole średniej w latach 1907–1911 uczęszczał na kursy rysunku i malarstwa przy Muzeum Rzemiosła i Sztuki Stosowanej w Warszawie. Następnie w latach 1911-1912 uczył się w Szkole Malarstwa i Rysunku w Tbilisi. Dalszą edukację artystyczną kontynuował w warszawskiej Szkole Sztuk Pięknych, jednocześnie pracując w Zakładzie Witraży Artystycznych.
Jako artysta grafik został zatrudniony w Zakładach Graficznych Bolesława Wierzbickiego i S-ka, a od 1923 w Państwowych Zakładach Graficznych. W latach 1929–1939 pracował w nowo wybudowanym gmachu Polskiej Wytwórni Papierów Wartościowych S.A. na stanowisku artysty grafika i projektanta. Projektował znaczki i papiery wartościowe, za które otrzymał wiele nagród. Wykonał dwa projekty banknotów: 5 złotych (1930) i 20 złotych (1931) dla Banku Polskiego.
Po drugiej wojnie światowej był zatrudniony w Państwowej Wytwórni Papierów Wartościowych, najpierw w Łodzi, a później w Warszawie na stanowisku kierownika Działu Przygotowawczego. Projektował znaczki oraz banknoty dla Narodowego Banku Polskiego. Nominał 1000 złotych emisji 1945 był pierwszym powojennym banknotem opracowanym przez Kleczewskiego, następne to cztery banknoty: 1, 2, 5 i 10 złotych emisji z 1946. W Państwowej Wytwórni Papierów Wartościowych pracował do końca 1958.

## Wybrane prace

### Znaczki pocztowe
- Zwycięzcy Challenge’u • Fr. Żwirko – St. Wigura, 1933
- 400. rocznica śmierci Wita Stwosza, 1933
- 250. rocznica zwycięstwa Jana III Sobieskiego pod Wiedniem, 1933
- 20-lecie wymarszu Legionów (seria), 1934
- Sypanie kopca marszałka Józefa Piłsudskiego (nr kat. 279), 1935
- Wydanie obiegowe – różne widoki i prezydent RP Ignacy Mościcki (seria, nry kat. 280-282, 287), 1935
- I Kongres Nauki Polskiej (nr kat. 560), 1951
- Plan 6-letni to 723000 więcej mieszkań – Budownictwo (seria), 1951-1952
- Plan 6-letni • Więcej energii elektrycznej – Elektryfikacja (seria), 1951-1952
- Dzień Stoczniowca (nr kat. 618), 1952
- Zlot Młodych Przodowników Budowniczych Polski Ludowej • Warszawa (nr kat. 619), 1952
- W 70 rocznicę Wielkiego Proletariatu (seria), 1952
- Henryk Sienkiewicz, 1952
- Kongres Narodów w Obronie Pokoju • Wiedeń 12-XII-1952 (seria), 1952
- 1 Maj (seria), 1954
- III Zjazd Polskiego Związku Filatelistów • Warszawa 1954 (blok), 1954
- Pomniki Warszawy (nry kat. 763, 766, 768), 1955
- 1945-21-IV-1955 – 10. rocznica układu polsko-radzieckiego (nry kat. 769 a i b), 1955
- 50-lecie Związku Nauczycielstwa Polskiego (nr kat. 808), 1955
- Wit Stwosz (seria), 1960

## Odznaczenia
- Złoty Krzyż Zasługi

## Upamiętnienie
W uznaniu zasług artysty Poczta Polska wydała w 2007 kartkę pocztową (Cp 1444) z serii „Polscy projektanci znaczków pocztowych”, na której na znaku opłaty o wartości 1,35 zł znalazł się wizerunek artysty. Umieszczono na niej także reprodukcje znaczków jego autorstwa.